# Lavalette (Haute-Garonne)
Pour les articles homonymes, voir Lavalette.
Lavalette est une commune française située dans le nord-est du département de la Haute-Garonne en région Occitanie.
Sur les plans historique et culturel, la commune se trouve dans le Frontonnais, un pays entre Garonne et Tarn, constitué d'une succession de terrasses caillouteuses qui ont donné naissance à de riches terroirs, réputés pour leurs vins et leurs fruits. Exposée à un climat océanique altéré, elle est drainée par la Sausse, le ruisseau de Gazel et divers autres petits cours d'eau. La commune possède un patrimoine naturel remarquable composé d'une zone naturelle d'intérêt écologique, faunistique et floristique (ZNIEFF).
Lavalette est une commune rurale qui compte 798 habitants en 2022, après avoir connu une forte hausse de la population depuis 1975. Elle fait partie de l'aire d'attraction de Toulouse. Ses habitants sont appelés les Lavalettois ou  Lavalettoises.

## Géographie

### Localisation
La commune de Lavalette se trouve dans le département de la Haute-Garonne, en région Occitanie.
Elle se situe à 13 km à vol d'oiseau de Toulouse, préfecture du département, et à 13 km de Pechbonnieu, bureau centralisateur du canton de Pechbonnieu dont dépend la commune depuis 2015 pour les élections départementales.
La commune fait en outre partie du bassin de vie de Toulouse.
Les communes les plus proches sont : 
Saint-Marcel-Paulel (2,8 km), Mondouzil (3,2 km), Mons (3,4 km), Beaupuy (3,5 km), Gauré (3,9 km), Saint-Pierre (4,4 km), Drémil-Lafage (4,5 km), Bonrepos-Riquet (4,9 km).
Sur le plan historique et culturel, Lavalette fait partie du Frontonnais, un pays entre Garonne et Tarn constitué d'une succession de terrasses caillouteuses qui ont donné naissance à de riches terroirs, réputés pour leurs vins et leurs fruits.
Lavalette est limitrophe de huit autres communes.
Les communes limitrophes sont  Beaupuy, Drémil-Lafage, Gauré, Gragnague, Mondouzil, Mons, Saint-Marcel-Paulel et Saint-Pierre.
| Beaupuy   | Gragnague     | Saint-Marcel-Paulel |
| Mondouzil | Lavalette     | Saint-Pierre        |
| Mons      | Drémil-Lafage | Gauré               |

### Géologie et relief
La superficie de la commune est de 1 375 hectares. Son altitude varie de 155 à 233 mètres.
Lavalette est une commune du nord-est toulousain. Son territoire est parsemé d'un ensemble de hameaux unis autour d'un village typique de la région. Son centre, constitué de quelques maisons et d'une église, domine les Pyrénées dans un paysage vallonné.

### Hydrographie

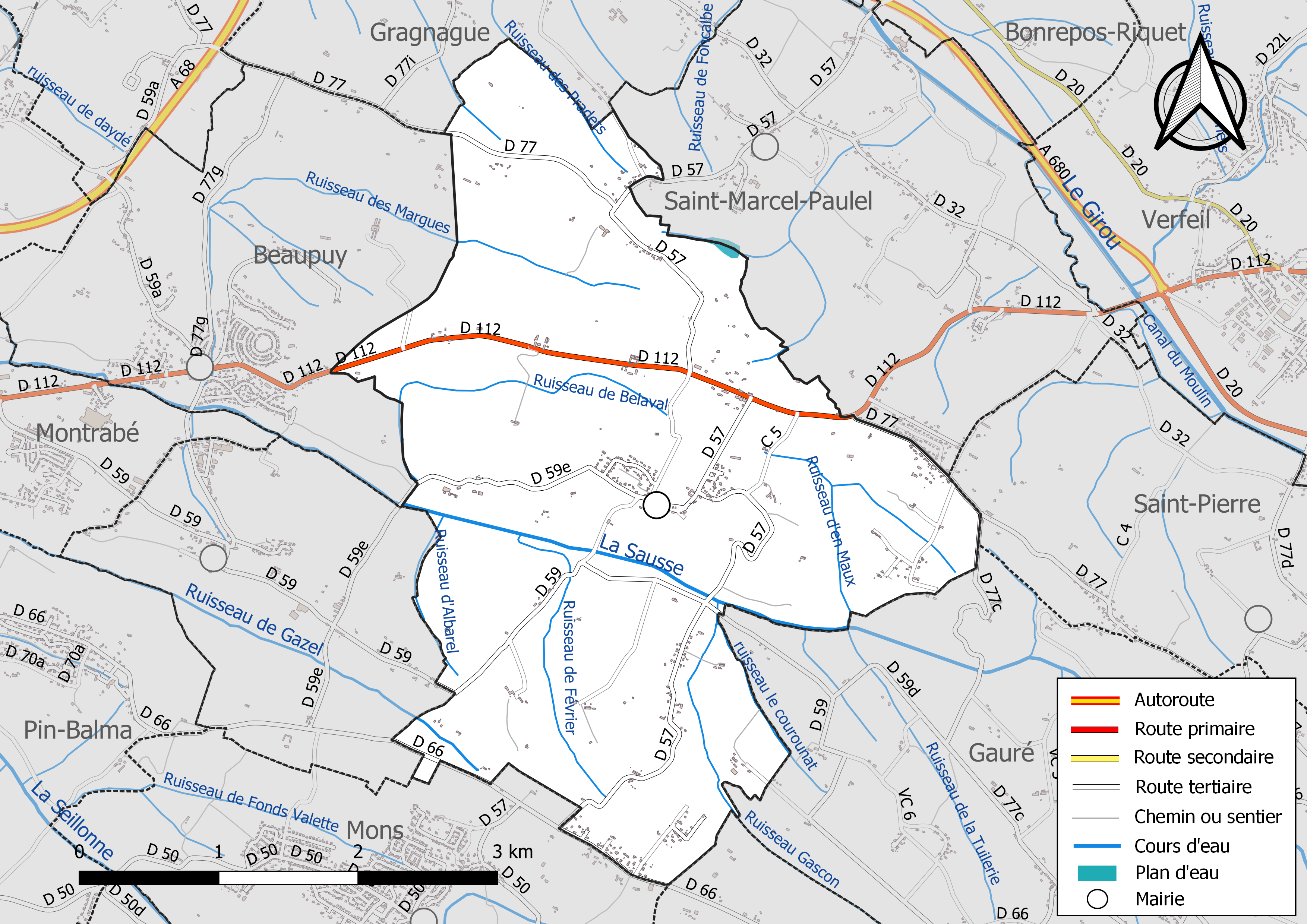
Réseaux hydrographique et routier de Lavalette.

La commune est dans le bassin de la Garonne, au sein du bassin hydrographique Adour-Garonne. Elle est drainée par la Sausse, le ruisseau de Gazel, le ruisseau d'Albarel, le ruisseau de Belaval, le ruisseau de Février, le ruisseau de la Tuilerie, le ruisseau d'en Maux, le ruisseau de Rambert, le ruisseau de Restes, le ruisseau des Margues, le ruisseau des Pradets, le ruisseau Gascon, le ruisseau le courounat et par divers petits cours d'eau, constituant un réseau hydrographique de 18 km de longueur totale,.
La Sausse, d'une longueur totale de 22,1 km, prend sa source dans la commune de Lanta et s'écoule du sud-est vers le nord-ouest. Elle traverse la commune et se jette dans l'Hers-Mort à Toulouse, après avoir traversé 11 communes.

### Climat
Pour des articles plus généraux, voir Climat de l'Occitanie et Climat de la Haute-Garonne.
En 2010, le climat de la commune est de type climat du Bassin du Sud-Ouest, selon une étude s'appuyant sur une série de données couvrant la période 1971-2000. En 2020, Météo-France publie une typologie des climats de la France métropolitaine dans laquelle la commune est exposée à un climat océanique altéré et est dans la région climatique Aquitaine, Gascogne, caractérisée par une pluviométrie abondante au printemps, modérée en automne, un faible ensoleillement au printemps, un été chaud (19,5 °C), des vents faibles, des brouillards fréquents en automne et en hiver et des orages fréquents en été (15 à 20 jours).
Pour la période 1971-2000, la température annuelle moyenne est de 13,2 °C, avec une amplitude thermique annuelle de 15,7 °C. Le cumul annuel moyen de précipitations est de 738 mm, avec 9 jours de précipitations en janvier et 5,3 jours en juillet. Pour la période 1991-2020, la température moyenne annuelle observée sur la station météorologique la plus proche, située sur la commune de Blagnac à 17 km à vol d'oiseau, est de 14,2 °C et le cumul annuel moyen de précipitations est de 627,0 mm,. Pour l'avenir, les paramètres climatiques de la commune estimés pour 2050 selon différents scénarios d’émission de gaz à effet de serre sont consultables sur un site dédié publié par Météo-France en novembre 2022.

### Milieux naturels et biodiversité

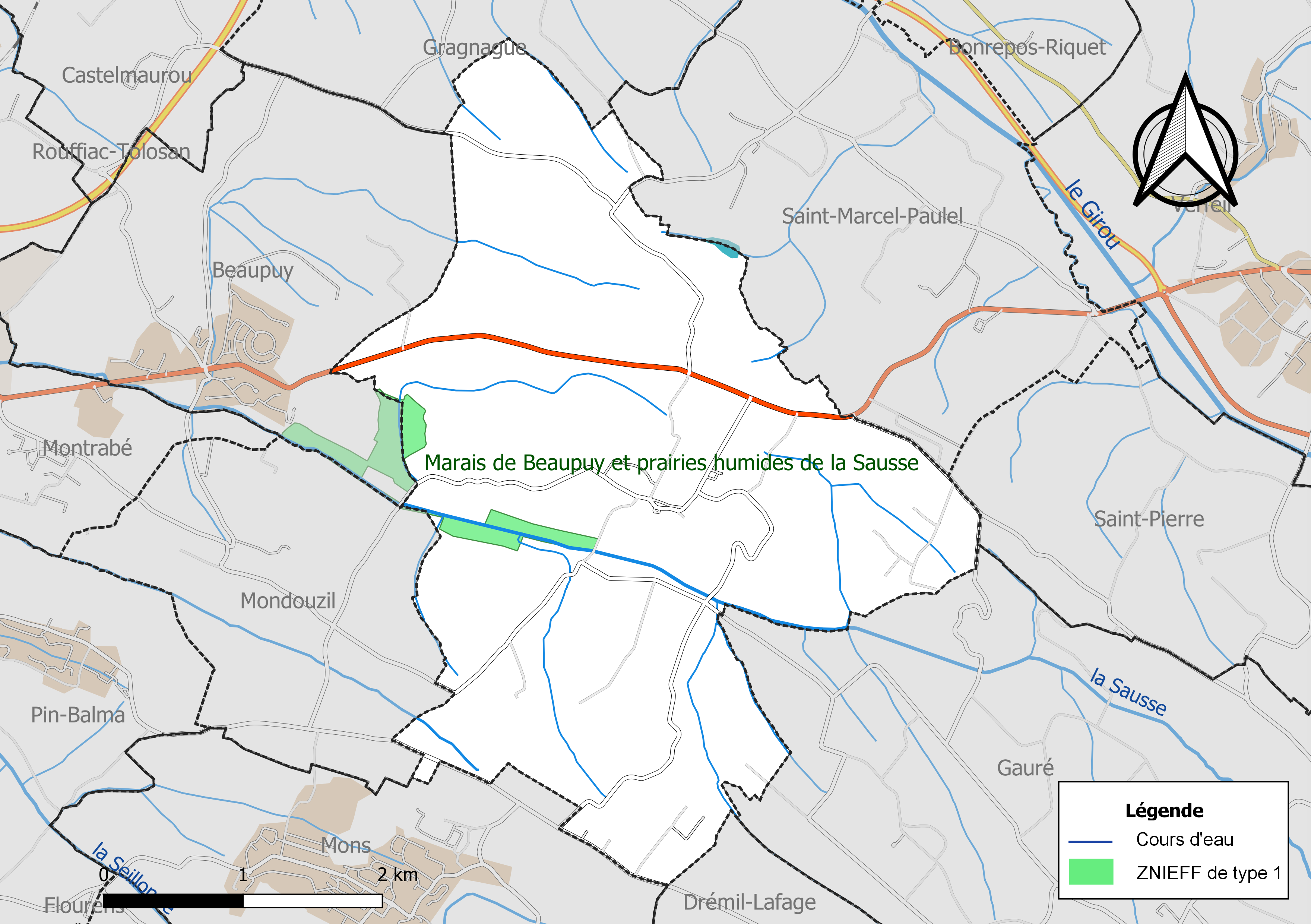
Carte de la ZNIEFF de type 1 localisée sur la commune.

L’inventaire des zones naturelles d'intérêt écologique, faunistique et floristique (ZNIEFF) a pour objectif de réaliser une couverture des zones les plus intéressantes sur le plan écologique, essentiellement dans la perspective d’améliorer la connaissance du patrimoine naturel national et de fournir aux différents décideurs un outil d’aide à la prise en compte de l’environnement dans l’aménagement du territoire.
Une ZNIEFF de type 1 est recensée sur la commune :
le « marais de Beaupuy et prairies humides de la Sausse » (45 ha), couvrant 3 communes du département.

## Urbanisme

### Typologie
Au 1er janvier 2024, Lavalette est catégorisée commune rurale à habitat dispersé, selon la nouvelle grille communale de densité à sept niveaux définie par l'Insee en 2022.
Elle est située hors unité urbaine. Par ailleurs la commune fait partie de l'aire d'attraction de Toulouse, dont elle est une commune de la couronne,. Cette aire, qui regroupe 527 communes, est catégorisée dans les aires de 700 000 habitants ou plus (hors Paris),.

### Occupation des sols
L'occupation des sols de la commune, telle qu'elle ressort de la base de données européenne d’occupation biophysique des sols Corine Land Cover (CLC), est marquée par l'importance des territoires agricoles (94,2 % en 2018), une proportion identique à celle de 1990 (94,2 %). La répartition détaillée en 2018 est la suivante : 
terres arables (86,9 %), zones agricoles hétérogènes (7,3 %), forêts (5,8 %). L'évolution de l’occupation des sols de la commune et de ses infrastructures peut être observée sur les différentes représentations cartographiques du territoire : la carte de Cassini (XVIIIe siècle), la carte d'état-major (1820-1866) et les cartes ou photos aériennes de l'IGN pour la période actuelle (1950 à aujourd'hui).

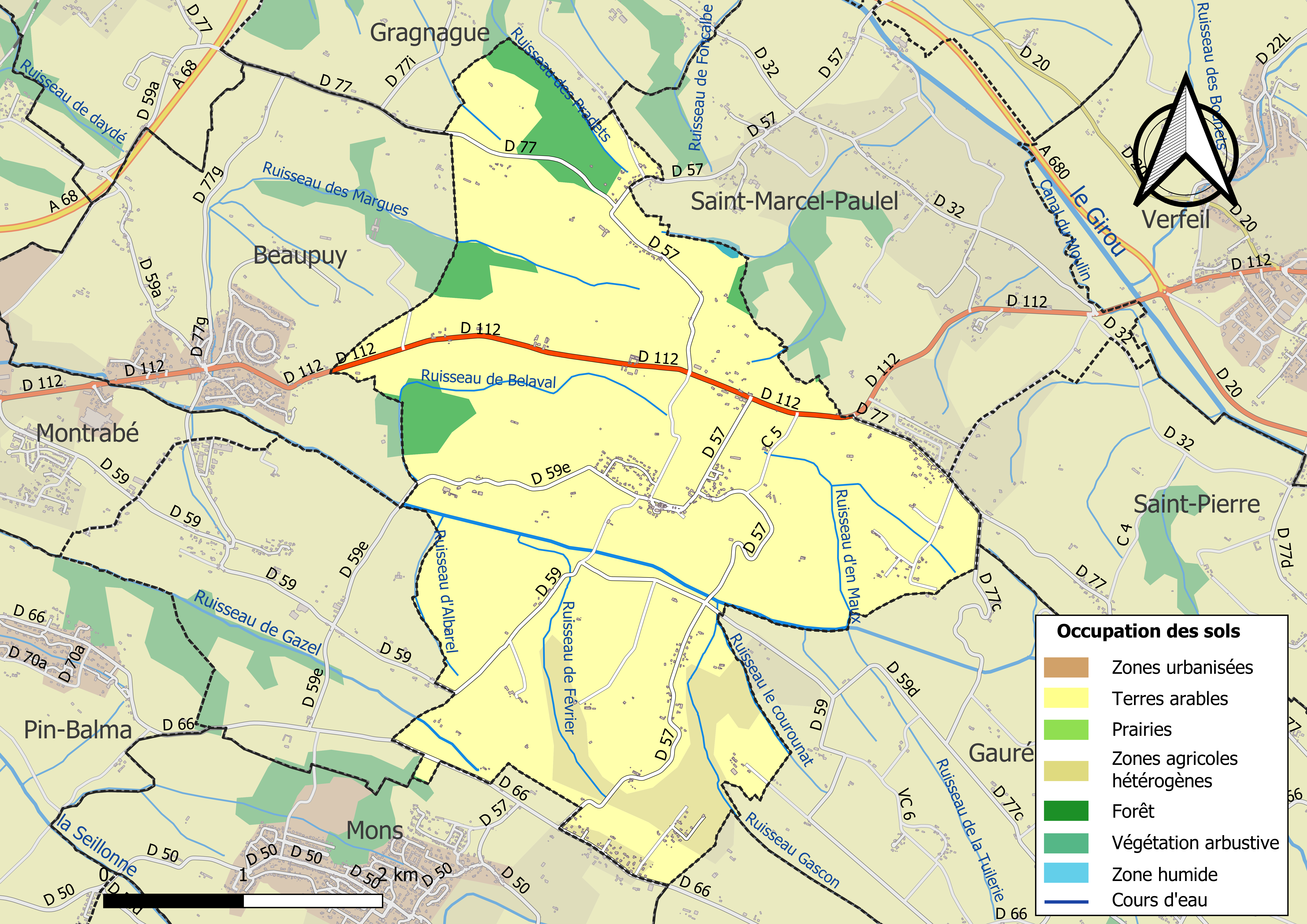
Carte des infrastructures et de l'occupation des sols de la commune en 2018 (CLC).

### Voies de communication et transports
La commune était située sur l'ancienne VFDM.
La ligne 376 du Réseau liO Arc-en-Ciel relie la commune à la station Balma - Gramont du métro de Toulouse depuis Verfeil, et la ligne 381 relie la commune à la station Balma - Gramont également depuis Le Faget.

### Risques majeurs
Le territoire de la commune de Lavalette est vulnérable à différents aléas naturels : météorologiques (tempête, orage, neige, grand froid, canicule ou sécheresse), inondations et séisme (sismicité très faible). Un site publié par le BRGM permet d'évaluer simplement et rapidement les risques d'un bien localisé soit par son adresse soit par le numéro de sa parcelle.
Certaines parties du territoire communal sont susceptibles d’être affectées par le risque d’inondation par débordement de cours d'eau, notamment la Sausse. La commune a été reconnue en état de catastrophe naturelle au titre des dommages causés par les inondations et coulées de boue survenues en 1982, 1991, 1993, 1999 et 2009,.

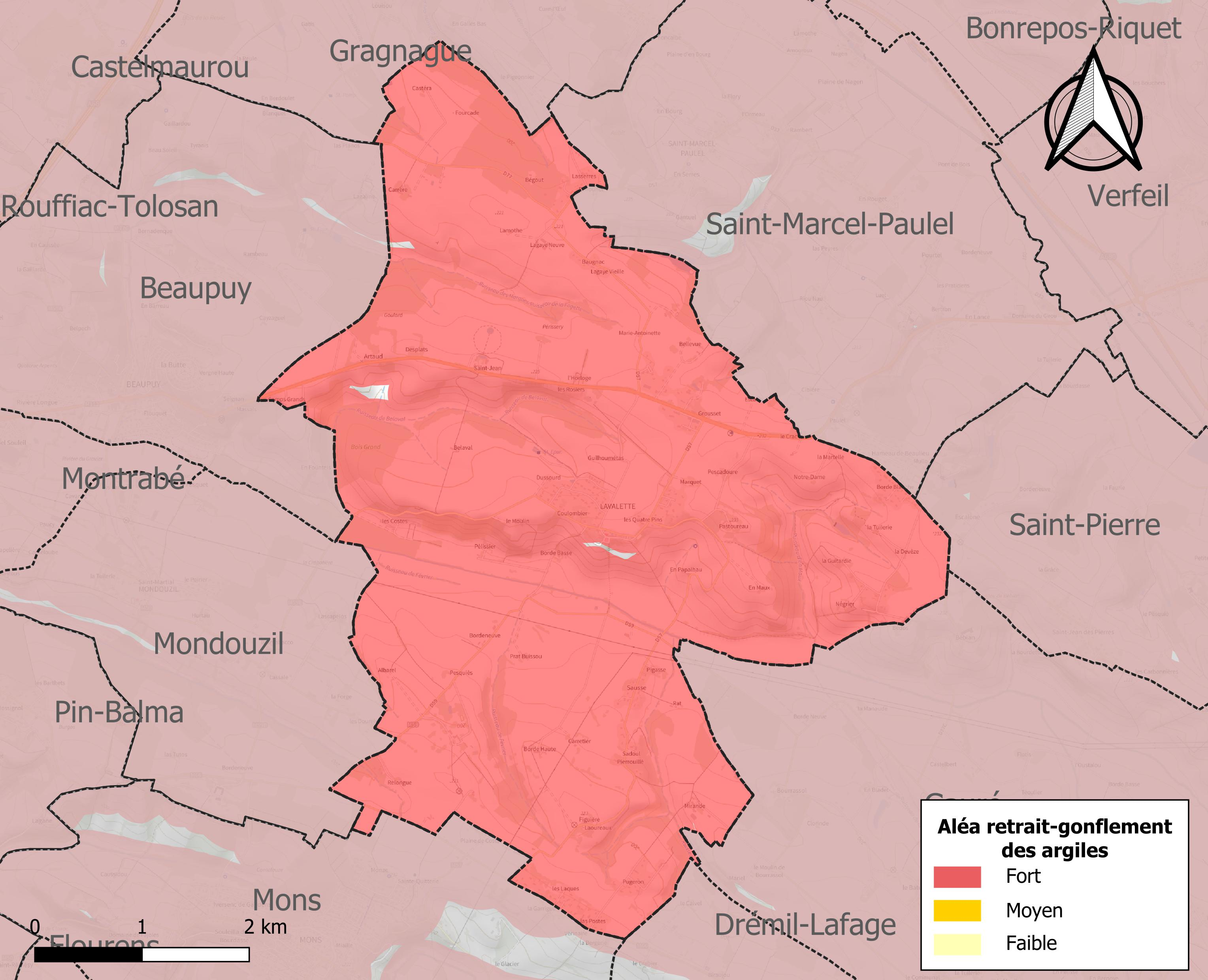
Carte des zones d'aléa retrait-gonflement des sols argileux de Lavalette.

Le retrait-gonflement des sols argileux est susceptible d'engendrer des dommages importants aux bâtiments en cas d’alternance de périodes de sécheresse et de pluie. 99,8 % de la superficie communale est en aléa moyen ou fort (88,8 % au niveau départemental et 48,5 % au niveau national). Sur les 305 bâtiments dénombrés sur la commune en 2019, 304 sont en aléa moyen ou fort, soit 100 %, à comparer aux 98 % au niveau départemental et 54 % au niveau national. Une cartographie de l'exposition du territoire national au retrait gonflement des sols argileux est disponible sur le site du BRGM,.
Par ailleurs, afin de mieux appréhender le risque d’affaissement de terrain, l'inventaire national des cavités souterraines permet de localiser celles situées sur la commune.
Concernant les mouvements de terrains, la commune a été reconnue en état de catastrophe naturelle au titre des dommages causés par la sécheresse en 1989, 1991, 1992, 1994, 2002, 2003 et 2011, par des mouvements de terrain en 1999 et par des glissements de terrain en 1994.

## Histoire
Le terroir de Lavalette est le cœur d'un domaine déjà connu au IXe siècle, à la période carolingienne. Au début du XIIe siècle, il appartient à un seigneur cathare et, à la suite de la croisade des albigeois, il devient une possession de l'évêque de Toulouse. En 1546, la seigneurie de Lavalette passe à la famille de Nogaret : cette famille, originaire de Toulouse, a été anoblie en 1372 lorsque Jacques Nogaret accède à la charge de capitoul, charge qu'il reprend en 1377 et en 1385.
En 1530, Pierre de Nogaret, seigneur de Lavalette, fait construire le château de Caumont, à l'ouest de Toulouse près de Lombez. En 1570, lors des guerres de Religion les armées protestantes marchant sur Toulouse auraient épargné la terre de Lavalette « soit par considération pour le seigneur de La Valette (le capitaine Jean de La Valette), soit pour le rendre suspect aux catholiques ». Lavalette a donné son nom, par l'intermédiaire du duc d'Épernon, à Villebois-Lavalette (Charente), érigé en duché en 1622.
En juin 1607, la seigneurie de Lavalette est érigée en marquisat au profit de  Jean-Louis de Nogaret de La Valette, favori du roi Henri III qui l'avait fait duc d'Épernon. Toutefois, il semble qu'il ait remis de son vivant ce titre à son second fils Bernard, l'héritier de ses titres, avant 1618. En 1631, le village est touché par la peste qui fait d'importants ravages dans la population. À la fin du XVIIe siècle, à l'extinction de la famille de Nogaret, la seigneurie de Lavalette passe à la famille Riquet de Bonrepos.

### Héraldique
| Lavalette | Son blasonnement est : De sinople à la bande d'or. |

## Politique et administration

### Administration municipale
Le nombre d'habitants au recensement de 2011 étant compris entre 500 et 1 499 habitants, le nombre de membres du conseil municipal pour l'élection de 2014 est de quinze,.

### Rattachements administratifs et électoraux
Commune faisant partie de la troisième circonscription de la Haute-Garonne de la communauté de communes des Coteaux du Girou et du canton de Pechbonnieu (avant le redécoupage départemental de 2014, Lavalette faisait partie de l'ex-canton de Verfeil).

### Liste des maires

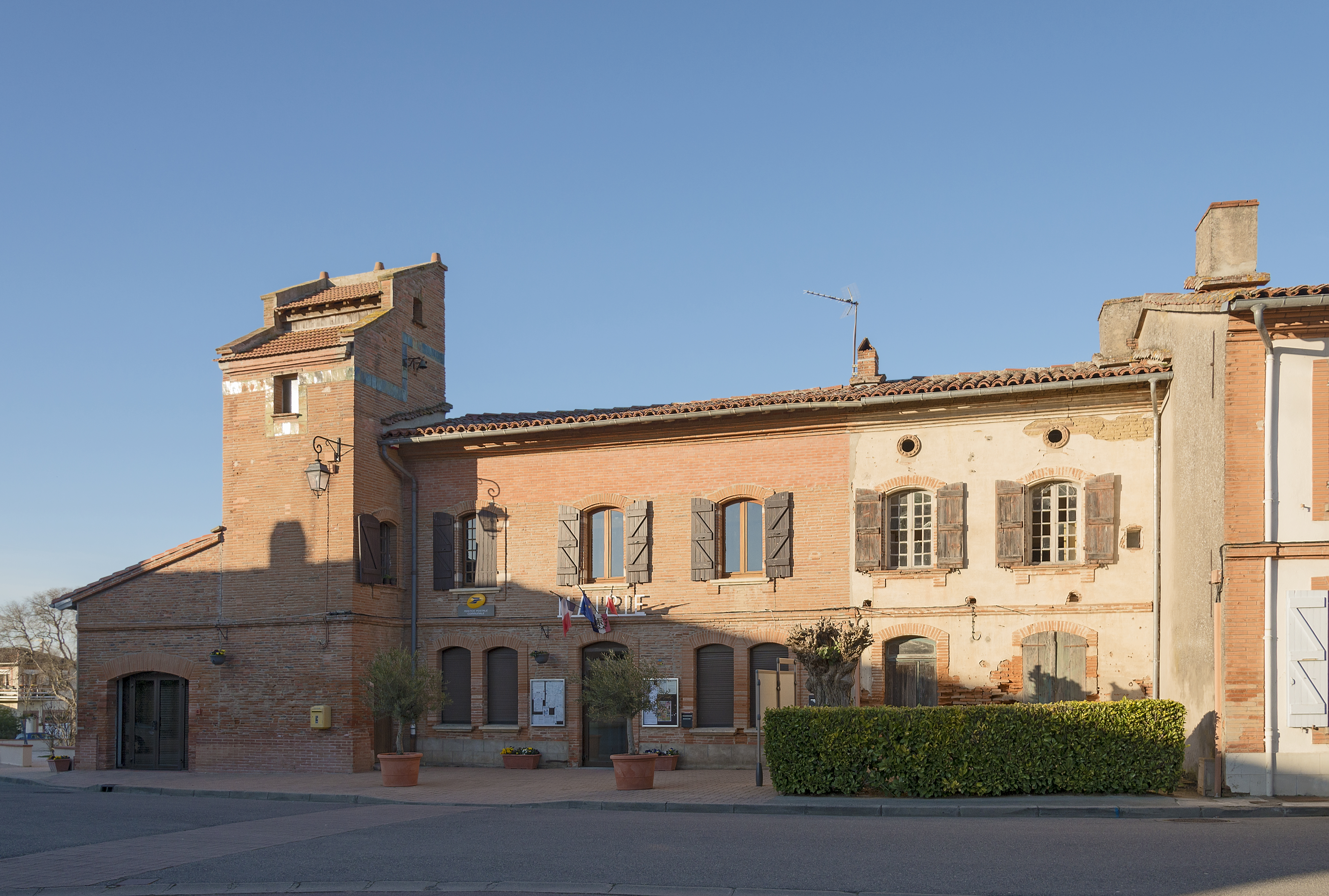
La mairie.

| Période                                  | Période  | Identité           | Étiquette | Qualité  |
| ---------------------------------------- | -------- | ------------------ | --------- | -------- |
| mars 2001                                | 2008     | Marie-Ange de Lamy |           |          |
| mars 2008                                | En cours | André Fontes       | DVG       | Retraité |
| Les données manquantes sont à compléter. |          |                    |           |          |

## Population et société

### Démographie
L'évolution du nombre d'habitants est connue à travers les recensements de la population effectués dans la commune depuis 1793. Pour les communes de moins de 10 000 habitants, une enquête de recensement portant sur toute la population est réalisée tous les cinq ans, les populations de référence des années intermédiaires étant quant à elles estimées par interpolation ou extrapolation. Pour la commune, le premier recensement exhaustif entrant dans le cadre du nouveau dispositif a été réalisé en 2008.

En 2022, la commune comptait 798 habitants, en évolution de +9,02 % par rapport à 2016 (Haute-Garonne : +8,02 %, France hors Mayotte : +2,11 %).
| 1793 | 1800 | 1806 | 1821 | 1831 | 1836 | 1841 | 1846 | 1851 |
| ---- | ---- | ---- | ---- | ---- | ---- | ---- | ---- | ---- |
| 505  | 506  | 551  | 522  | 553  | 545  | 535  | 521  | 554  |

| 1856 | 1861 | 1866 | 1872 | 1876 | 1881 | 1886 | 1891 | 1896 |
| ---- | ---- | ---- | ---- | ---- | ---- | ---- | ---- | ---- |
| 555  | 518  | 522  | 504  | 498  | 473  | 511  | 479  | 490  |

| 1901 | 1906 | 1911 | 1921 | 1926 | 1931 | 1936 | 1946 | 1954 |
| ---- | ---- | ---- | ---- | ---- | ---- | ---- | ---- | ---- |
| 480  | 480  | 460  | 434  | 413  | 410  | 403  | 410  | 408  |

| 1962 | 1968 | 1975 | 1982 | 1990 | 1999 | 2006 | 2008 | 2013 |
| ---- | ---- | ---- | ---- | ---- | ---- | ---- | ---- | ---- |
| 368  | 355  | 406  | 503  | 531  | 602  | 618  | 624  | 686  |

| 2018 | 2022 | - | - | - | - | - | - | - |
| ---- | ---- | - | - | - | - | - | - | - |
| 743  | 798  | - | - | - | - | - | - | - |

| selon la population municipale des années : | 1968 | 1975 | 1982 | 1990 | 1999 | 2006 | 2009 | 2013 |
| Rang de la commune dans le département      | 188  | 202  | 180  | 188  | 193  | 204  | 208  | 204  |
| Nombre de communes du département           | 592  | 582  | 586  | 588  | 588  | 588  | 589  | 589  |

### Enseignement
Lavalette fait partie de l'académie de Toulouse. Il existe une école élémentaire publique, 22 rue Jean-Parisot. La population scolaire dépend du collège Jean-Gay, à Verfeil, et du lycée polyvalent Simone-de-Beauvoir, à Gragnague.

### Activités sportives
Lavalette compte plusieurs clubs de sports : tennis, pétanque, randonnée, équitation et le club de judo, « les Ours de la vallée Girou ».

## Économie

### Revenus
En 2018  (données Insee publiées en septembre 2021), la commune compte 293 ménages fiscaux, regroupant 750 personnes. La médiane du revenu disponible par unité de consommation est de 28 400 € (23 140 € dans le département).

### Emploi
|                | 2008  | 2013  | 2018  |
| -------------- | ----- | ----- | ----- |
| Commune        | 2,9 % | 4,7 % | 4,3 % |
| Département    | 7,7 % | 9,6 % | 9,3 % |
| France entière | 8,3 % | 10 %  | 10 %  |

En 2018, la population âgée de 15 à 64 ans s'élève à 465 personnes, parmi lesquelles on compte 82,2 % d'actifs (77,8 % ayant un emploi et 4,3 % de chômeurs) et 17,8 % d'inactifs,. Depuis 2008, le taux de chômage communal (au sens du recensement) des 15-64 ans est inférieur à celui de la France et du département.
La commune fait partie de la couronne de l'aire d'attraction de Toulouse, du fait qu'au moins 15 % des actifs travaillent dans le pôle,. Elle compte 73 emplois en 2018, contre 94 en 2013 et 86 en 2008. Le nombre d'actifs ayant un emploi résidant dans la commune est de 369, soit un indicateur de concentration d'emploi de 19,8 % et un taux d'activité parmi les 15 ans ou plus de 64,6 %.
Sur ces 369 actifs de 15 ans ou plus ayant un emploi, 37 travaillent dans la commune, soit 10 % des habitants. Pour se rendre au travail, 90 % des habitants utilisent un véhicule personnel ou de fonction à quatre roues, 4,3 % les transports en commun, 1,9 % s'y rendent en deux-roues, à vélo ou à pied et 3,8 % n'ont pas besoin de transport (travail au domicile).

### Activités hors agriculture

#### Secteurs d'activités
77 établissements sont implantés  à Lavalette au 31 décembre 2019. Le tableau ci-dessous en détaille le nombre par secteur d'activité et compare les ratios avec ceux du département,.
| Secteur d'activité                                                                                        | Commune | Commune | Département |
| Secteur d'activité                                                                                        | Nombre  | %       | %           |
| --- | ------- | ------- | ----------- |
| Ensemble                                                                                                  | 77      | 100 %   | (100 %)     |
| Industrie manufacturière, industries extractives et autres                                                | 3       | 3,9 %   | (5,7 %)     |
| Construction                                                                                              | 12      | 15,6 %  | (12 %)      |
| Commerce de gros et de détail, transports, hébergement et restauration                                    | 17      | 22,1 %  | (25,9 %)    |
| Information et communication                                                                              | 4       | 5,2 %   | (4,1 %)     |
| Activités financières et d'assurance                                                                      | 2       | 2,6 %   | (3,8 %)     |
| Activités immobilières                                                                                    | 6       | 7,8 %   | (4,2 %)     |
| Activités spécialisées, scientifiques et techniques et activités de services administratifs et de soutien | 22      | 28,6 %  | (19,8 %)    |
| Administration publique, enseignement, santé humaine et action sociale                                    | 8       | 10,4 %  | (16,6 %)    |
| Autres activités de services                                                                              | 3       | 3,9 %   | (7,9 %)     |

Le secteur des activités spécialisées, scientifiques et techniques et des activités de services administratifs et de soutien est prépondérant sur la commune puisqu'il représente 28,6 % du nombre total d'établissements de la commune (22 sur les 77 entreprises implantées  à Lavalette), contre 19,8 % au niveau départemental.

#### Entreprises et commerces
Les cinq entreprises ayant leur siège social sur le territoire communal qui génèrent le plus de chiffre d'affaires en 2020 sont : 
- Wohler France, commerce de gros (commerce interentreprises) de fournitures et équipements industriels divers (2 104 k€)
- Exebat-Exetec, activités d'architecture (281 k€)
- Du Tertre Conseil Patrimoine, conseil pour les affaires et autres conseils de gestion (193 k€)
- Ravy SAS, culture de céréales (à l'exception du riz), de légumineuses et de graines oléagineuses (130 k€)
- EURL Chenzo, autres services personnels n.c.a. (105 k€)

### Agriculture
La commune est dans le Lauragais, une petite région agricole occupant le nord-est du département de la Haute-Garonne, dont les coteaux portent des grandes cultures en sec avec une dominante blé dur et tournesol. En 2020, l'orientation technico-économique de l'agriculture  sur la commune est la culture de céréales et/ou d'oléoprotéagineuses.
|               | 1988  | 2000  | 2010  | 2020 |
| ------------- | ----- | ----- | ----- | ---- |
| Exploitations | 21    | 11    | 13    | 12   |
| SAU (ha)      | 1 408 | 1 080 | 1 442 | 922  |

Le nombre d'exploitations agricoles en activité et ayant leur siège dans la commune est passé de 21 lors du recensement agricole de 1988  à 11 en 2000 puis à 13 en 2010 et enfin à 12 en 2020, soit une baisse de 43 % en 32 ans. Le même mouvement est observé à l'échelle du département qui a perdu pendant cette période 57 % de ses exploitations,. La surface agricole utilisée sur la commune a également diminué, passant de 1 408 ha en 1988 à 922 ha en 2020. Parallèlement la surface agricole utilisée moyenne par exploitation a augmenté, passant de 67 à 77 ha.

## Culture locale et patrimoine

### Lieux et monuments
- Église Saint-Laurent.
L'église est construite dans le style gothique méridional au XVe ou au XVIe siècle. Elle est placée sous l'invocation de saint Laurent. Elle possède un plan d'une grande simplicité : la nef unique aboutit au chœur pentagonal. Elle est décrite en 1749, lors d'une visite pastorale, comme ruinée. Elle est profondément rénovée dans les années 1870 sur les plans de l'architecte Auguste Delort. Un clocher octogonal, qui culmine à près de 30 mètres, est élevé à l'emplacement de l'ancien clocher-mur. Les murs sont couverts de peintures d'inspiration médiévale. Les vitraux sont dus au peintre-verrier Louis-Victor Gesta. Dans la chapelle dite « des Nogaret », les chapiteaux à la retombée des voûtes sont ornés du blason des Nogaret, seigneurs de Lavalette : elles figurent un noyer surmonté d'une croix potencée.

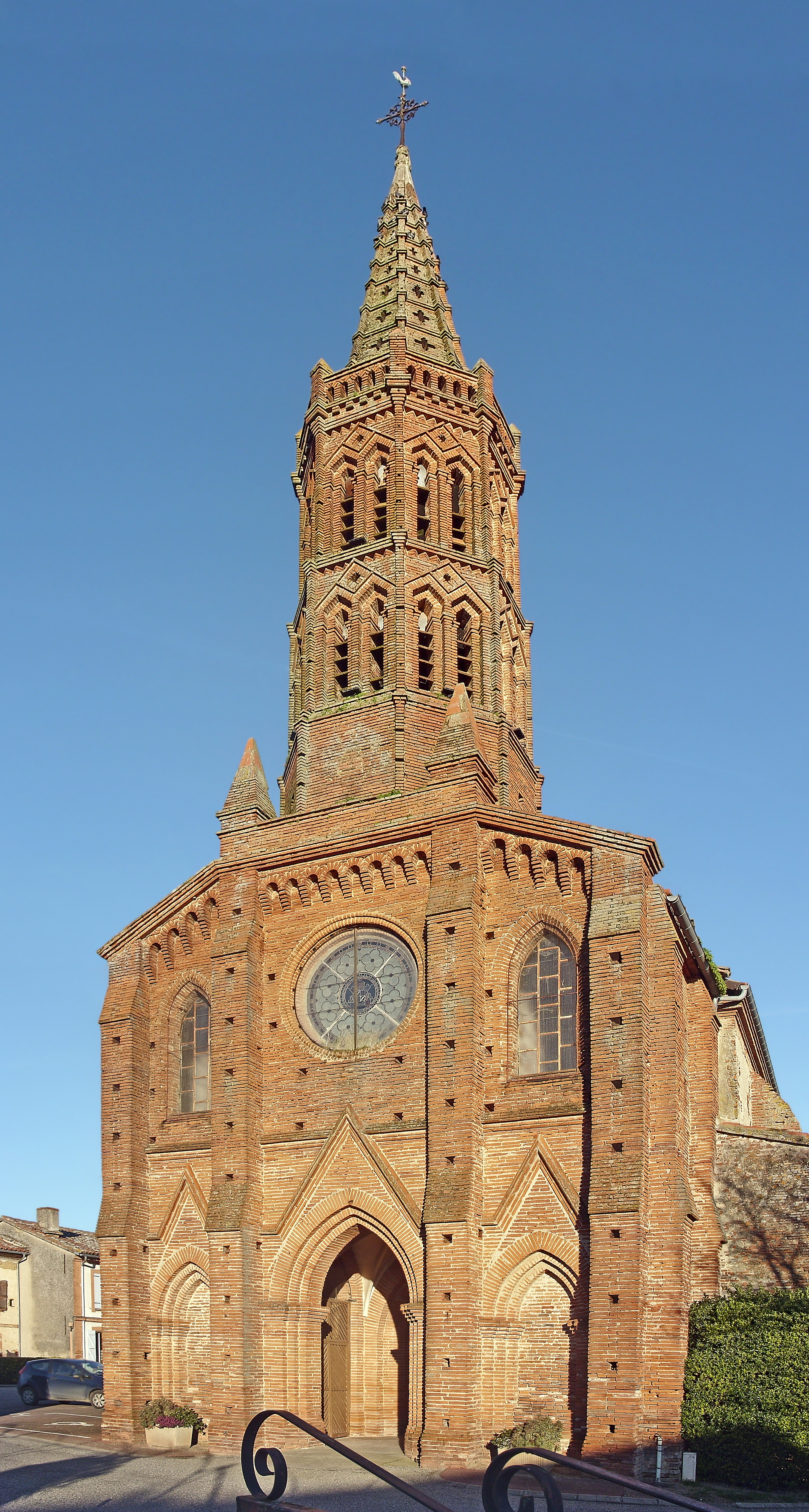
Église Saint-Laurent la façade.
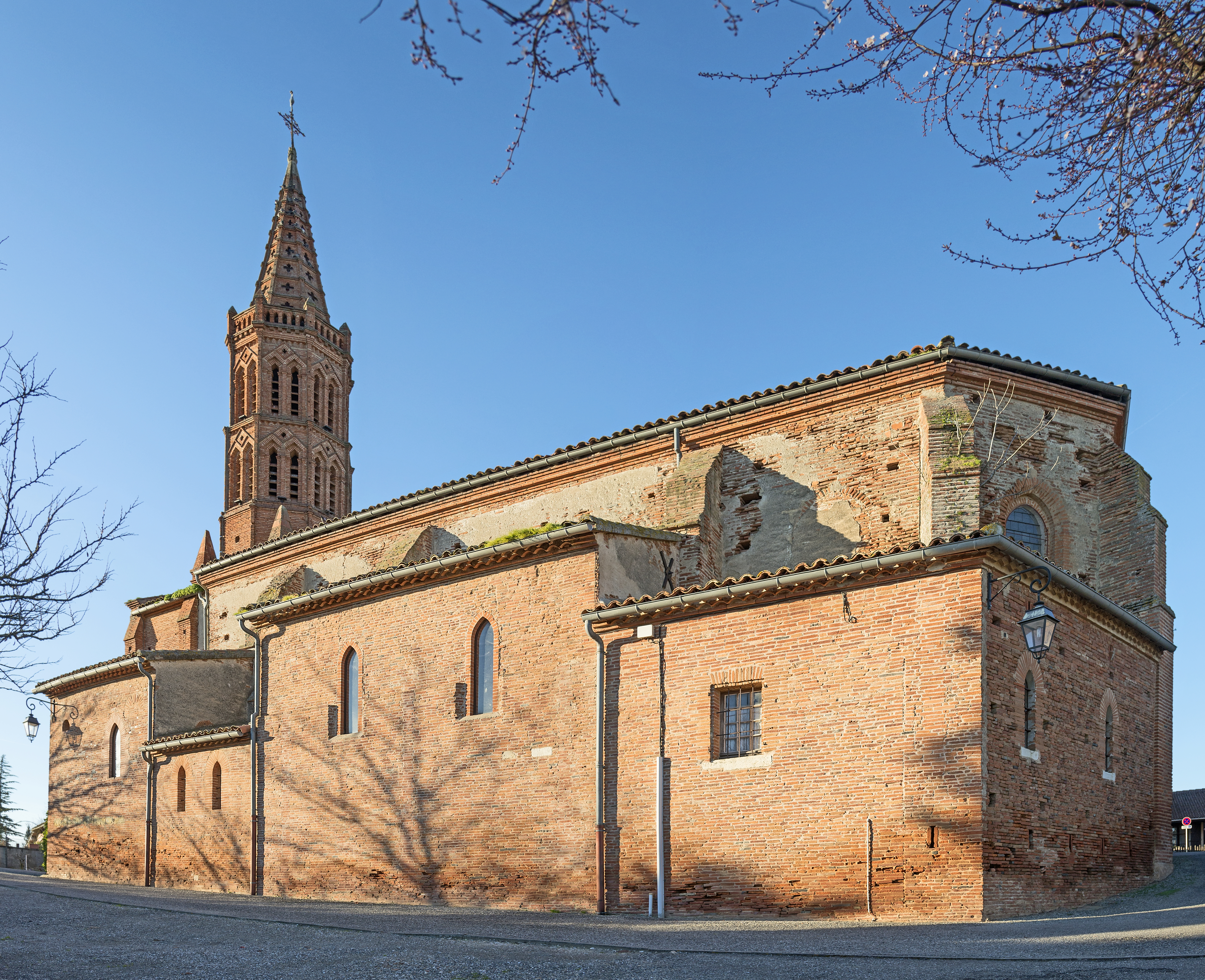
Exposition sud et l'abside.
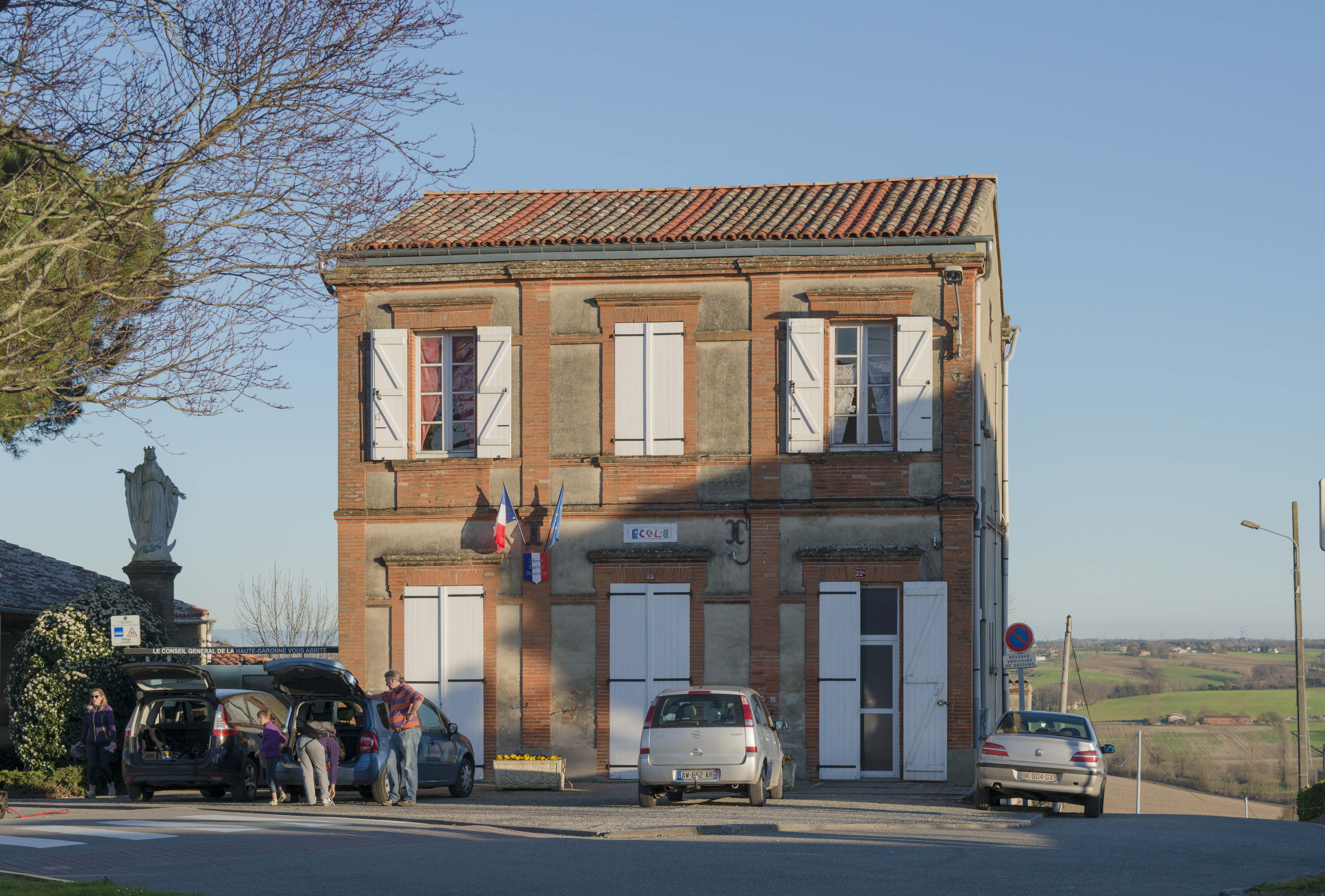
L'école.

### Personnalités liées à la commune
- Maison de Nogaret de La Valette, seigneurs de Lavalette entre les XVe et XVIe siècles.
- Pierre-Paul Riquet s'installa dans un château à quelques vallons de là, d'où il imagina le canal du Midi dont il fut ensuite l'architecte.